# Катарина фон Бранденбург-Кюстрин
Катарина фон Бранденбург-Кюстрин (на немски: Katharina von Brandenburg-Küstrin, * 10 август 1549 в Кюстрин, † 30 септември 1602 в Кьолн Берлин) от фамилията Хоенцолерн е принцеса от Маркграфство Бранденбург-Кюстрин и чрез женитба курфюрстиня на Бранденбург.
Тя е по-малката от двете дъщери на маркграф Йохан фон Бранденбург-Кюстрин (1513 – 1571) и съпругата му принцеса Катарина от Брауншвайг-Волфенбютел (1518 – 1574), дъщеря на херцог Хайнрих II от Брауншвайг-Волфенбютел. Нейната по-голяма сестра Елизабет се омъжва 1558 г. за маркграф Георг Фридрих от Бранденбург-Ансбах-Кулмбах.
На 8 януари 1570 г. в Костшин над Одра (Кюстрин) Катарина се омъжва за Йоахим Фридрих от Бранденбург (1546 – 1608) от фамилията Хоенцолерн, който през 1598 г. става курфюрст на Бранденбург.  Папа Пий V изисква, заради женитбата му, неговото сваляне при император Максимилиан I.
Катарина се грижи за бедните и нуждаещите се, създава мандра във Вединг в Берлин, продава продуктите и с доходите основава дворцова аптека, където раздава безплатно медикаменти на нуждаещите се. 
Катарина умира на 30 септември 1602 г. и е погребана на 13 октомври 1608 г. в гробницата на Хоенцолерните (днес в Берлинската катедрала, Нр. 6).

## Деца
Катарина и Йоахим Фридрих от Бранденбург имат децата:
- Йохан Зигизмунд (1572 – 1619), курфюрст на Бранденбург

∞ 1594 принцеса Анна фон Прусия (1576 – 1625)
- Анна Катарина (1575 – 1612)

∞ 1597 крал Кристиан IV от Дания и Норвегия (1577 – 1648)
- дъщеря (*/† 1576)
- Йохан Георг (1577 – 1624), херцог на Йегерндорф

∞ 1610 принцеса Ева Христина фон Вюртемберг (1590 – 1657)
- Август Фридрих (1580 – 1601)
- Алберт Фридрих (1582 – 1600)
- Йоахим (1583 – 1600)
- Ернст (1583 – 1613)
- Барбара София (1584 – 1636)

∞ 1609 херцог Йохан Фридрих фон Вюртемберг (1582 – 1628)
- дъщеря (*/† 1585/86)
- Христиан Влхелм (1587 – 1665), архиепископ и администратор на Магдебург

∞ 1. 1615 принцеса Доротея фон Брауншвайг-Волфенбютел (1596 – 1643)
∞ 2. 1650 графиня Барбара Евсебия фон Мартиниц († 1656)
∞ 3. 1657 графиня Максимилиана фон Салм-Нойбург (1608 – 1663)